# Rébellions des Geraldines du Desmond
Les Rébellions des Geraldines du Desmond eurent lieu en 1569-73 et en 1579-83 dans le Munster, au sud de l'Irlande. Le Desmond est le nom anglais donné à la région gaélique de Deasmumhain, qui signifie "Sud Munster". Ce furent des rébellions de la dynastie du comte de Desmond —la Famille FitzGerald ou « les Geraldines » et leurs alliés— contre le gouvernement anglais élisabéthain qui s'efforçait d'étendre son autorité sur le Munster. Ces révoltes furent provoquées au départ par la volonté d'indépendance de seigneurs féodaux à l'égard du monarque anglais, mais elles eurent aussi un aspect religieux, reflétant le conflit entre les Catholiques et les Protestants. La conséquence de ces rébellions fut l'anéantissement de la dynastie des Desmond, suivi des Plantations et de la colonisation du Munster par des colons anglais.

## Les causes
Le sud de l'Irlande, c'est-à-dire la province du Munster et le sud du Leinster, était dominé depuis plus de deux siècles par deux dynasties de Vieux Anglais, les Butler d'Ormonde et les FitzGerald du Desmond, qui avaient fondé deux petites principautés féodales. Ces deux maisons levaient leurs propres armées, et imposaient leurs propres lois, un mélange de coutumes anglaises et irlandaises, indépendamment du gouvernement anglais de Dublin. Pourtant, depuis les années 1530, les différentes administrations anglaises qui s'étaient succédé en Irlande avaient essayé d'étendre leurs pouvoirs sur toute l'île. Dans les années 1560, leur attention s'était tournée vers le sud de l'île, et Henry Sidney, alors Lord Deputy d'Irlande, avait été chargé d'établir l'autorité du gouvernement anglais dans les seigneuries indépendantes de cette région. Sa solution fut de mettre en place des « Lords Presidents », qui étaient des gouverneurs militaires, chargés de remplacer les seigneurs locaux pour les affaires militaires et le maintien de l'ordre public.
Les dynasties locales considérèrent ces présidences comme des intrusions dans leurs sphères d'influence et dans leurs traditionnels conflits entre eux. On vit ainsi les Butler et les FitzGerald s'affronter lors d'une bataille rangée à Affane, dans le Waterford en 1565. C'était un défi manifeste à la loi de l'État élisabéthain. Élisabeth Ire convoqua à Londres les chefs des deux maisons, afin qu'ils expliquent leurs actions. Pourtant le traitement des dynasties ne fut pas même évoqué. Thomas Butler, cousin de la reine, fut pardonné, tandis que Gerald FitzGerald, 15e comte de Desmond, et son frère, John de Desmond, considéré comme le véritable chef militaire des FitzGerald, furent arrêtés et emprisonnés à la Tour de Londres, le premier en 1567 et le second en 1568, à la demande pressante d'Ormonde.
Ceci priva les Geraldines du Munster de leur chef traditionnel, et laissa le comté de Desmond entre les mains d'un soldat, James Fitzmaurice Fitzgerald (en), « capitaine général » des forces militaires du Desmond. FitzMaurice était peu intéressé par le nouvel ordre démilitarisé du Munster, qui envisageait l'abolition des armées privées. Mais ce qui lui attira un large soutien fut la perspective de la confiscation des terres, qui avait été évoquée par Sidney et Peter Carew, un colon anglais. Ceci assura à FitzMaurice le soutien des principaux clans, notamment les MacCarthy Mor, les O'Sullivan Beare et les O'Keefe, ainsi que deux remarquables Butler, les frères du comte. FitzMaurice perdit lui-même la terre qu'il possédait à Kerricurrihy dans le comté de Cork, qui fut affermée à des colons anglais. Il était aussi un fervent Catholique, et était influencé par la Contre-Réforme, qui le faisait considérer les gouverneurs protestants élisabéthains comme des ennemis. Pour décourager Sidney de poursuivre l'idée d'un Lord President du Munster, et pour rétablir la primauté des Desmond sur les Butler, il organisa une rébellion contre la présence anglaise dans le sud, et également contre le comte d'Ormonde. FitzMaurice avait cependant des visées plus vastes que le simple rétablissement de la suprématie des FitzGerald dans le contexte du royaume anglais d'Irlande. Avant la rébellion, il envoya Maurice MacGibbon, l'archevêque catholique de Cashel, rechercher une aide militaire auprès de Philippe II d'Espagne.

## La première rébellion des Geraldines du Desmond
En juin 1569, FitzMaurice lança la rébellion en attaquant la colonie anglaise de Kerrycurihy, au sud de la ville de Cork, avant d'attaquer la ville elle-même et les seigneurs locaux qui avaient refusé de se joindre à la rébellion. Les forces de FitzMaurice, qui atteignaient 4 500 hommes, assiégèrent en juillet Kilkenny, siège des comtes d'Ormonde. Sidney répliqua en mobilisant une troupe de 600 Anglais, qui, partant de Dublin, marchèrent vers le sud, et 400 autres qui débarquèrent à Cork. Thomas Butler, comte d'Ormonde, qui était à la Cour, rentra de Londres. Il fit sortir ses deux frères de la rébellion, et mobilisa les clans gaéliques hostiles aux Geraldines. Ensemble Ormonde, Sidney et Humphrey Gilbert, nommé gouverneur du Munster, commencèrent à dévaster les terres des alliés de FitzMaurice. Les forces de celui-ci se dispersèrent, car chaque seigneur dut se replier pour défendre son propre territoire. Gilbert, en particulier, se rendit tristement célèbre par la politique de terreur qu'il employa, tuant les civils au hasard, et installant un corridor de têtes coupées à l'entrée de ses camps.
Sidney obligea Fitzmaurice à se retirer dans les montagnes du comté de Kerry, d'où ce dernier lançait des actions de guérilla contre les Anglais et leurs alliés. Mais pour 1570, la plupart des alliés de Fitzmaurice s'étaient rendus à Sidney. Le principal, Donal MacCarthy Mor, se rendit en novembre 1569. La campagne de guérilla se poursuivit néanmoins pendant encore trois ans. En février 1571, John Perrot (en) fut fait Lord President du Munster. Avec une troupe de 700 hommes, il pourchassa FitzMaurice pendant plus d'un an sans résultat. FitzMaurice eut quelques succès, comme de prendre un navire anglais près de Kinsale et de brûler la ville de Kilmallock en 1571. Mais au début de 1573, ses troupes se trouvaient réduites à moins de 100 hommes. Finalement FitzMaurice se rendit le 23 février 1573 après avoir négocié son pardon. En 1574, il se trouva de nouveau sans terres, et l'année suivante, il fit voile vers la France pour rechercher de l'aide auprès des nations catholiques, dans le but de reprendre la rébellion.
Gerald Fitzgerald, comte de Desmond, et son frère John furent remis en liberté pour stabiliser la situation et pour reconstruire leur région ruinée. Selon un nouveau règlement, appelé « composition », imposé après la rébellion, les forces militaires du Desmond étaient limitées à seulement 20 cavaliers, et leurs métayers devaient leur payer un loyer plutôt qu'un service militaire ou que loger leurs soldats. Peut-être que le plus grand gagnant de cette première rébellion fut le comte d'Ormonde, qui se montra loyal à la Couronne et se révéla le plus puissant seigneur du sud de l'Irlande.
Bien que tous les chefs locaux se fussent soumis avant la fin de la rébellion, les méthodes utilisées pour y mettre fin provoquèrent un ressentiment durable, particulièrement parmi les mercenaires gaéliques, les « gall oglaigh » ou les « gallowglass », comme les Anglais les appelaient, qui s'étaient ralliés à FitzMaurice. William Drury, le nouveau Lord President du Munster depuis 1576, exécuta environ 700 d'entre eux dans les années qui suivirent la rébellion. En outre, à la suite de la rébellion, les coutumes gaéliques, comme les lois de Brehon, le costume irlandais, la poésie des bardes et le maintien des armées privées, furent interdites, ce qui était hautement provocateur pour la société irlandaise traditionnelle. Par contraste, Fitzmaurice avait délibérément accentué le caractère gaélique de la rébellion, portant le costume irlandais, parlant uniquement l'irlandais et se désignant comme le capitaine, le « taoiseach », des Geraldines. Finalement les propriétaires terriens irlandais continuèrent à se sentir menacés par l'arrivée de colons anglais. Tout cela fit que, lorsque FitzMaurice revint d'Europe continentale pour recommencer une nouvelle rébellion, il y eut beaucoup de gens mécontents dans le Munster qui furent prêts à se joindre à lui.

## La seconde rébellion des Geraldines du Desmond
La seconde rébellion se déclencha lorsque James Fitzmaurice Fitzgerald (en) envahit le Munster en 1579. Durant son exil en Europe, il s'était présenté comme le soldat de la Contre-Réforme, soutenant que, puisque le pape Pie V avait excommunié Élisabeth Ire en 1570, les Irlandais catholiques n'étaient plus redevables de loyauté envers un monarque hérétique. Le pape accorda à FitzMaurice une indulgence, et lui fournit des troupes et de l'argent. FitzMaurice débarqua à Ard na Caithne, près de Dingle, dans le comté de Kerry le 18 juillet 1579 avec une petite armée d'Espagnols et d'Italiens. Il fut rejoint par John de Desmond, un frère du comte, qui avait beaucoup de partisans parmi ses parents et les hommes d'épée du Munster mécontents. D'autres clans gaéliques et des familles de Vieux Anglais se joignirent également à la rébellion. Après que Fitzmaurice fut tué dans une escarmouche par les Clanwilliam Burkes le 18 août, John FitzGerald prit la tête de la rébellion.
Gerald, le comte de Desmond, résista tout d'abord à l'appel des rebelles, et essaya de rester neutre. Mais il finit par céder, quand les autorités le déclarèrent traître. Le comte se joignit à la rébellion en mettant à sac les villes de Youghal, le 13 novembre, et de Kinsale, et en dévastant le territoire des Anglais et de leurs alliés. Pourtant, à l'été 1580, les troupes anglaises de William Pelham et l'armée irlandaise de comte d'Ormonde, levée localement, étaient parvenues à maîtriser la rébellion, à reprendre la côte sud, à détruire les terres des Desmond et de leurs alliés, et à tuer leurs fermiers. En s'emparant du château de Carrigafoyle, le principal château des Desmond situé à l'embouchure du fleuve Shannon, à Pâques 1580, ils isolèrent les forces des Geraldines du reste du pays, et empêchaient le débarquement de troupes étrangères dans les principaux ports du Munster. Il sembla que la rébellion tournait court.
Pourtant, en juillet 1580, la rébellion se propagea au Leinster, sous la direction du chef irlandais gaélique Fiach McHugh O'Byrne et du Lord du Pale, le vicomte de Baltinglass, à cause de problèmes religieux et d'hostilité envers les Anglais. Une importante force anglaise, commandée par le Lord Deputy d'Irlande, le comte Grey de Wilton, fut envoyée pour la réprimer, mais elle fut massacrée le 25 août à la bataille de Glenmalure, où elle perdit plus de 800 hommes. Pourtant les rebelles du Leinster furent incapables d'exploiter leur victoire, ni de coordonner efficacement leur stratégie avec celle des insurgés du Munster.
Le 10 septembre 1580, une troupe papale de 600 hommes débarqua à Ard na Caithne, dans le comté de Kerry, apportant son soutien à la rébellion, mais elle fut assiégée dans un fort à Dun an Oir. Les hommes se rendirent après deux jours de bombardement, après quoi ils furent massacrés. Pour le milieu de l'année 1581, par une implacable politique de la terre brûlée, les Anglais étaient parvenus à briser l'élan de la rébellion. En mai 1581, la plupart des rebelles mineurs et des alliés des FitzGerald dans le Munster avaient accepté l'offre d'un pardon général de la part d'Élisabeth Ire. Pire encore, John de Desmond, qui était à beaucoup d'égards le chef principal de cette rébellion, fut tué au nord de Cork au début de 1582.
Pourtant, pour le comte Geraldine, il n'y avait aucun pardon possible, et il fut pourchassé par les forces de la Couronne jusqu'à la fin. De 1581 à 1583, la guerre s'éternisa, les Geraldines restants échappant à la capture dans les montagnes du Kerry. La rébellion s'acheva enfin le 2 novembre 1583, quand le comte fut poursuivi et tué près de Tralee dans le Kerry par le clan local des O'Moriarty. Le chef du clan, Maurice, reçut 1 000 livres en argent du gouvernement anglais pour la tête de Desmond, qui fut envoyée à la reine Élisabeth. Son corps fut triomphalement exposé sur les murailles de Cork.

## Les conséquences
Après trois ans de tactique de la terre brûlée, la famine toucha le Munster. En avril 1582, le Prévôt du Munster, Sir Warham St Leger, estimait que 30 000 personnes étaient mortes de faim dans les six mois précédents. La peste se déclara à Cork, où les gens de la campagne avaient fui pour éviter les combats. Les gens continuèrent à mourir de famine et de la peste, longtemps après que la guerre fut finie. En 1589, on estima qu'un tiers de la population de la province avait péri. Grey fut rappelé par la reine Élisabeth Ire à cause de son excessive brutalité. Deux comptes-rendus célèbres nous rapportent la dévastation du Munster après la rébellion dans le Desmond. Le premier est un ouvrage gaélique, les Annales des quatre maîtres :
« de tout le pays, depuis Waterford jusqu'à Lothra, et de Cnamhchoill au comté de Kilkenny, il ne fut permis de conserver qu'une seule surface d'herbe et de friche... À cette époque, on disait communément que de Dun-Caoin à Cashel dans le Munster, on entendait rarement le meuglement d'une vache ou le sifflement d'un garçon laboureur. »
Le second est Un avis sur l'état actuel de l'Irlande, ouvrage écrit par le poète anglais, Edmund Spenser, qui participa à la campagne :  
« Dans les dernières guerres du Munster, bien que cette région fût un pays très riche et fertile, au bétail et au blé si abondant que vous auriez pensé qu'ils pouvaient tenir longtemps, il aura suffi de moins d'un an et demi pour qu'ils soient acculés à une telle misère, que tout cœur de pierre se serait apitoyé. 

De tous les coins du bois et des vallons, ils arrivent en rampant sur leurs mains, leurs jambes ne pouvant plus les supporter. Ils ressemblent à des anatomies de la mort. Ils parlent comme des fantômes criant hors de leurs tombes. Ils mangent de la charogne, heureux quand ils peuvent en trouver, [...] et les cadavres mêmes qu'ils ne reculent pas à retirer des tombes; [...] et s'ils trouvent un coin de cresson ou de trèfle, ils se rassemblent alors comme pour une fête, [...] ils ne peuvent cependant continuer longtemps ainsi, et en peu de temps, il ne reste presque plus personne, [...] et un pays riche et peuplé se trouve soudain vide d'hommes et de bêtes.  »
Les guerres des années 1570 et 1560 marquèrent un tournant en Irlande. Bien que la mainmise anglaise sur le pays fût loin d'être totale, les pouvoirs des Geraldines avaient été annihilés, et le Munster fut « planté » par des colons venus d'Angleterre, conformément aux dispositions parlementaires de 1585. Selon une étude commencée en 1584 par Sir Valentine Browne, Arpenteur général d'Irlande, les milliers de soldats anglais, qui avaient été importés pour combattre la rébellion, reçurent une terre dans les plantations effectuées sur les terres confisquées des Desmond. La Reconquête élisabéthaine de l'Irlande fut complète après la guerre de neuf ans, qui suivit en Ulster, et l'extension de la politique des plantations aux autres parties du pays.